# Réserve naturelle régionale de Mahistre et Musette
La réserve naturelle régionale de Mahistre et Musette (RNR266) est une réserve naturelle régionale située en petite Camargue, dans la région Occitanie. Classée en 2013, elle occupe une surface de 261,57 hectares.

## Géographie

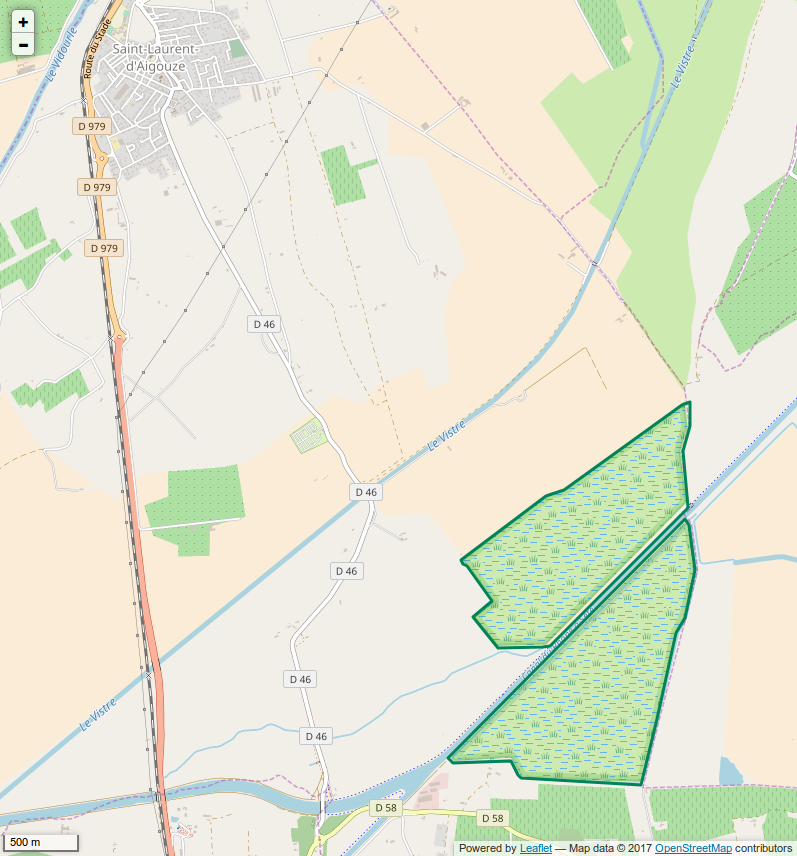
Périmètre de la réserve naturelle.

### Localisation
Le territoire de la réserve naturelle est situé dans le département du Gard, sur la commune de Saint-Laurent-d'Aigouze et à 8 km de la réserve naturelle régionale du Scamandre, également en petite Camargue.

### Description
La réserve se compose de 2 entités séparées par le canal du Rhône à Sète : au nord l'ancien domaine de Musette d'une superficie de 125 ha, au sud celui de Mahistre de 137 ha. La surface totale est de 261,57 ha.
Le Vieux Vistre longe le canal entre les deux domaines.

## Histoire du site et de la réserve
Le domaine de Mahistre est une relique des grands marais de la Souteyranne qui ont été asséchés dans les années 1970.
Le domaine de Musette est un ancien polder agricole, cultivé en riz, tournesol et herbage depuis 1968.
Le conseil départemental du Gard a acheté les domaines de Mahistre et de la Musette, respectivement, en 1993 et 1995.
Entre 1995 et 2007, des travaux de restauration écologique pour permettre l’expansion des crues du vieux vistre, en arasant les digues à 40 cm de haut maximum.
Les domaines de Mahistre et Musette ont été classé réserve naturelle volontaire le 23 avril 1999. A l'échéance de l'agrément préfectoral, le conseil départemental a demandé leur transformation en RNR, ce qui a été acté par délibération du conseil régional le 1er février 2013.

## Écologie (biodiversité, intérêt écopaysager…)

### Écosystèmes
La RNR présente est divisé en deux ensembles écologiques : au nord le milieu est composé principalement de roselières et de petits étangs tandis qu'une petite partie sud est occupée par des sansouires et des prés salés. On y trouve également un étang à potamot, des haies de Tamaris et ripisylves. L'eau historiquement douce à saumâtre, devient de plus en plus salée au fur et à mesure des années, à cause de la diminution de l'apport en eau depuis le canal du Rhône à Sète, elle-même due à la diminution des pluies automnales.

### Flore
La RNR de Mahistre et Musette présente plusieurs espèces d'intérêt floristique comme l'Euphorbe des marais, le Cresson à feuilles de pastel, la Saladelle, la Nivéole d'été, la Salicorne annuelle.
On peut également notrer la présence d'espèces végétales exotiques envahissantes comme les Baccharis.

### Faune
Plus de 218 espèces d'oiseaux y ont été recensées, parmi les nicheurs on compte, entre autres, la Panure à moustaches et la Lusciniole à moustaches, la Talève sultane, le Busard des roseaux, l’Ibis falcinelle, la Nette rousse, le Canard chipeau ou encore le Tadorne de Belon. En dehors des oiseaux, la réserve héberge une population de cistude d'Europe forte de plus d'un millier d'individus, la présence de la Loutre y a également été notée.

## Intérêt touristique et pédagogique
Cette RNR n'est accessible au public que ponctuellement, accompagné d'un guide. La chasse y est autorisée, bien que limitée à un jour par semaine par une convention signée en 1995.

## Administration, plan de gestion, règlement
La réserve naturelle est gérée par le Syndicat mixte pour la protection et la gestion de la Camargue gardoise.

### Outils et statut juridique
La réserve naturelle a été créée sous la forme d'une réserve naturelle volontaire en 1999. Elle a été classée en RNR par une délibération du 4 février 2013.